# Косяровські
Косяровські (рос. Косяровские) — український шляхетський, старшинський, пізніше дворянський рід.

## Походження
Нащадки Леонтія Павловича Косяровського, знатного товариша Лубенського полку (1710).

## Опис герба
На червоному полі срібна перевернена підкова, над нею золотий кавалерський хрест, (поєднання гербів Побуг та Лук).
Щит увінчаний дворянським шоломом і короною. Намет на щиті червоний підкладений золотом. Нашоломник: три страусиних пір'їни.

## Відомі представники
- Марія Іванівна Косяровська (1791—1868) — мати письменника Миколи Гоголя, дружина Василя Опанасовича Гоголя-Яновського.